# Émetteur des monts d'Amain
L'émetteur des Monts d'Amain, dans l'Orne, près de la commune de Brullemail, est un site de diffusion principalement pour la télévision numérique terrestre et la radio FM. Il dispose aussi de relais pour la téléphonie mobile et pour d'autres transmissions comme le faisceau hertzien, le WiMAX et la communication EDF (COM TER). Il se présente comme un pylône haubané de 200 mètres de haut et appartient à l'opérateur TDF (Télédiffusion de France).

## Télévision

### Diffusion en analogique
Le 2 mai 1989, le CSA a décidé de lancer un appel d'offres sur les canaux 42 et 45 pour la diffusion de 2 chaînes privées en clair.
Le 7 juillet 1989, La Cinq a été autorisée à émettre sur le canal 42 et M6 sur le canal 45 pour une puissance de 12 kW. Cela permet à 200 000 Ornais de recevoir enfin ces chaînes, complétant ainsi la couverture des Montlandon, Mayet et Laval Mont Rochard et Caen Mont Pinçon, couvrant le pourtour du département.
La Cinq commence à émettre le 11 août sur cet émetteur. Le 13 septembre, c'est au tour de M6 de commencer sa diffusion à 7 h.
| Chaîne                   | Canal | Puissance (PAR) |
| ------------------------ | ----- | --------------- |
| TF1                      | 48H   | 40 kW           |
| France 2                 | 51H   | 40 kW           |
| France 3 Basse-Normandie | 54H   | 40 kW           |
| France 5 / Arte          | 42H   | 12 kW           |
| M6                       | 45H   | 12 kW           |

La Basse-Normandie n'est plus couverte par la télévision en analogique depuis le 9 mars 2010.

#### Source
- "Liste des anciens émetteurs de télévision français" (fichier PDF).

### Diffusion en numérique

#### Canaux, puissances et diffuseurs des multiplexes
| Multiplex | Canaux | Puissances (PAR) | Diffuseur |
| --------- | ------ | ---------------- | --------- |
| R1        | 24H    | 8 kW             | Towercast |
| R2        | 30H    | 8 kW             | TDF       |
| R3        | 39H    | 8 kW             | TDF       |
| R4        | 29H    | 8 kW             | Towercast |
| R6        | 48H    | 8 kW             | Towercast |
| R7        | 45H    | 8 kW             | Towercast |
| R9        | 32H    | 8 kW             | Towercast |

#### Composition des multiplexes
Les numéros des multiplexes sont accompagnés de leur opérateur de gestion.

##### R1(Société de gestion du réseau R1)
| LCN | Nom de la chaîne         |
| --- | ------------------------ |
| 2   | France 2                 |
| 3   | France 3 Basse-Normandie |
| 14  | France 4                 |
| 27  | France Info              |

##### R2(Nouvelles télévisions numériques)
| LCN | Nom de la chaîne |
| --- | ---------------- |
| 8   | C8               |
| 15  | BFM TV           |
| 16  | CNews            |
| 17  | CStar            |
| 18  | Gulli            |

##### R3(Compagnie du numérique hertzien)
| LCN | Nom de la chaîne |
| --- | ---------------- |
| 4   | Canal+           |
| 26  | LCI              |
| 41  | Paris Première   |
| 42  | Canal+ Sport     |
| 43  | Canal+ Cinéma(s) |
| 45  | Planète+         |

##### R4(Société opératrice du multiplex R4)
| LCN | Nom de la chaîne |
| --- | ---------------- |
| 5   | France 5         |
| 6   | M6               |
| 7   | Arte             |
| 9   | W9               |
| 22  | 6ter             |

##### R6(Société d'exploitation du multiplex R6 - SMR6)
| LCN | Nom de la chaîne |
| --- | ---------------- |
| 1   | TF1              |
| 10  | TMC              |
| 11  | TFX              |
| 12  | NRJ 12           |
| 13  | LCP              |

##### R7(Multiplex haute définition 7)
| LCN | Nom de la chaîne |
| --- | ---------------- |
| 20  | TF1 Séries Films |
| 21  | L'Équipe         |
| 23  | RMC Story        |
| 24  | RMC Découverte   |
| 25  | Chérie 25        |

##### R9(GR UHD1)
| LCN | Nom de la chaîne |
| --- | ---------------- |
| 52  | France 2 UHD     |

#### Source
- Emetteurs TNT dans l'Orne sur le forum de tvnt.net (consulté le 22 avril 2017).

## Radio FM
L'émetteur des Monts d'Amain diffuse 3 radios publiques en FM pour les ornais.
| Fréquence | Station        | Puissance (PAR) | Code RDS (PS) |
| --------- | -------------- | --------------- | ------------- |
| 88.0      | France Culture | 13 kW           | _CULTURE      |
| 91.0      | France Musique | 13 kW           | MUSIQUE_      |
| 93.0      | France Inter   | 13 kW           | __INTER_      |

### Source
- Les radios d'Alençon sur annuaireradio.fr (consulté le 22 avril 2017).

## Téléphonie mobile
| Opérateur        | 2G  | 3G  | 4G  | FH  |
| ---------------- | --- | --- | --- | --- |
| Bouygues Télécom | Oui | Oui | Non | Oui |
| Free             | Non | Oui | Oui | Oui |

### Source
- Situation géographique du site sur cartoradio.fr (consulté le 22 avril 2017).

## Autres réseaux
- SFR : Faisceau hertzien
- EDF : COM TER
- IFW (opérateur de WiMAX) : BLR de 3 GHz.
- TDF : Faisceau hertzien

### Source
- Situation géographique du site sur cartoradio.fr (consulté le 22 avril 2017).

## Photos du site
- Sur tvignaud (consulté le 12 avril 2017).
- Sur annuaireradio.fr (consulté le 22 avril 2017).